# Torneo de Hua Hin 2020
El Tailandia Open 2020 fue un torneo de tenis profesional jugado en canchas duras al aire libre. Se trató de la cuarta edición del torneo que formó parte de los torneos WTA International, con un total de 251 750 dólares en premios. Se llevó a cabo en Hua Hin, Tailandia, del 10 al 16 de febrero de 2020.

## Distribución de puntos
| Modalidad           | Campeona | Finalista | Semifinales | Cuartos de final | 2ª ronda | 1ª ronda | Clasificadas | 2ª ronda de clasificación | 1ª ronda de clasificación |
| Individual femenino | 280      | 180       | 110         | 60               | 30       | 1        | 18           | 12                        | 1                         |
| Dobles femenino     | 280      | 180       | 110         | 60               | 1        | -        | -            | -                         | -                         |

## Cabezas de serie

### Individual femenino
| Tenista         | Ranking | Preclasificada |
| Elina Svitolina | 4       | 1              |
| Petra Martić    | 15      | 2              |
| Qiang Wang      | 27      | 3              |
| Saisai Zheng    | 36      | 4              |
| Magda Linette   | 42      | 5              |
| Yafan Wang      | 56      | 6              |
| Lin Zhu         | 70      | 7              |
| Nao Hibino      | 84      | 8              |

- Ranking del 3 de febrero de 2020.

### Dobles femenino
| Tenista                       | Ranking | Preclasificada |
| Nao Hibino Miyu Kato          | 146     | 1              |
| Shuai Peng Yafan Wang         | 149     | 2              |
| Eri Hozumi Makoto Ninomiya    | 170     | 3              |
| Arina Rodiónova Storm Sanders | 183     | 4              |

## Campeonas

### Individual femenino
Magda Linette venció a  Leonie Küng por 6-3, 6-2

### Dobles femenino
Arina Rodiónova /  Storm Sanders vencieron a  Barbara Haas /  Ellen Perez por 6-3, 6-3